# Oncocnemis benjamini
Oncocnemis benjamini là một loài bướm đêm trong họ Noctuidae.